# メアリー・エレン・コープランド
メアリー・エレン・コープランド（Mary Ellen Copeland, 1941年 - ）は、アメリカで精神疾患に悩まされた当事者によって考案された、WRAP元気回復行動プラン（げんきかいふくこうどうプラン、Wellness Recovery Action Plan、WRAP）を考案したグループの中心的人物。
| スタブアイコン | サブスタブ | この項目は、まだ閲覧者の調べものの参照としては役立たない、人物に関連した書きかけの項目です。この項目を加筆・訂正などしてくださる協力者を求めています（P:人物伝/PJ:人物伝）。 |